# الدوري الأوروغواياني لكرة القدم 2010–11
الدوري الأوروغواياني لكرة القدم 2010–11 (بالإسبانية: Campeonato Uruguayo de Primera División 2010-11)‏ هو الموسم 107 من الدوري الأوروغواياني لكرة القدم. أقيم بتاريخ 21 أغسطس 2010، وأشرف على تنظيمه اتحاد أوروغواي لكرة القدم، وكان عدد الأندية المشاركة فيه 16، وفاز فيه ناسيونال مونتيفيديو.